# Xa lộ Liên tiểu bang 205 (Oregon-Washington)
Xa lộ Liên tiểu bang 205 (tiếng Anh: Interstate 205 hay viết tắt là I-205) là một Đường cao tốc liên tiểu bang trong Portland - Vancouver khu vực đô thị ở các bang Oregon và Washington. Nó đóng vai trò là tuyến đường tránh của I-5 đi theo hướng bắc Nam dọc theo phía đông của cả hai thành phố và vùng ngoại ô của họ, giao với một số đường cao tốc chính và phục vụ Sân bay quốc tế Portland.
Điểm cuối phía nam nằm ở ngoại ô Portland của Tualatin và bến cuối phía bắc của đường cao tốc nằm ở ngoại ô Salmon Creek, phía bắc Vancouver. I-205 được đặt tên chính thức là  'Đường cao tốc tưởng niệm cựu chiến binh'  ở cả hai tiểu bang và được gọi là  'Đường cao tốc Đông Portland số 64'  ở Oregon (xem Đường cao tốc và tuyến đường Oregon).